# Krizantém
A krizantém (Chrysanthemum) a Leucanthemum nemzetséggel rokon, az őszirózsafélék (Asteraceae) családjába tartozó, 37 fajt számláló, többnyire Kelet-Ázsiából származó növénynemzetség. Neve görög eredetű, aranyvirágot jelent. A krizantémok az ősz utolsó virágai, de számos, korábban (akár májusban is) nyíló változatuk is ismert.
Gyakran találkozhatunk a név krizantin, vagy krizantén alakjával, ez egy kissé népiesen módosult változat.

## Származása, megjelenése

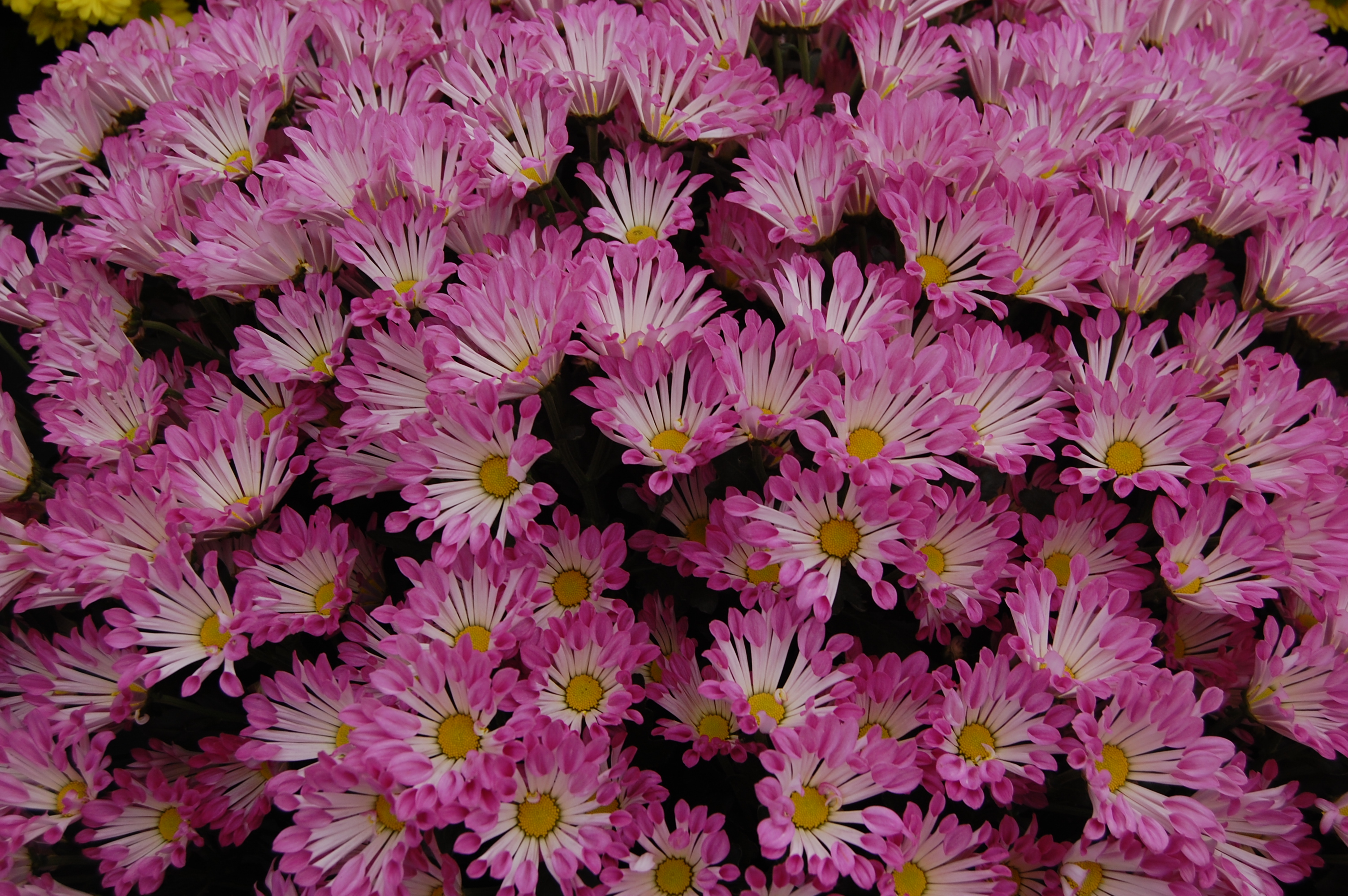
'Dance'

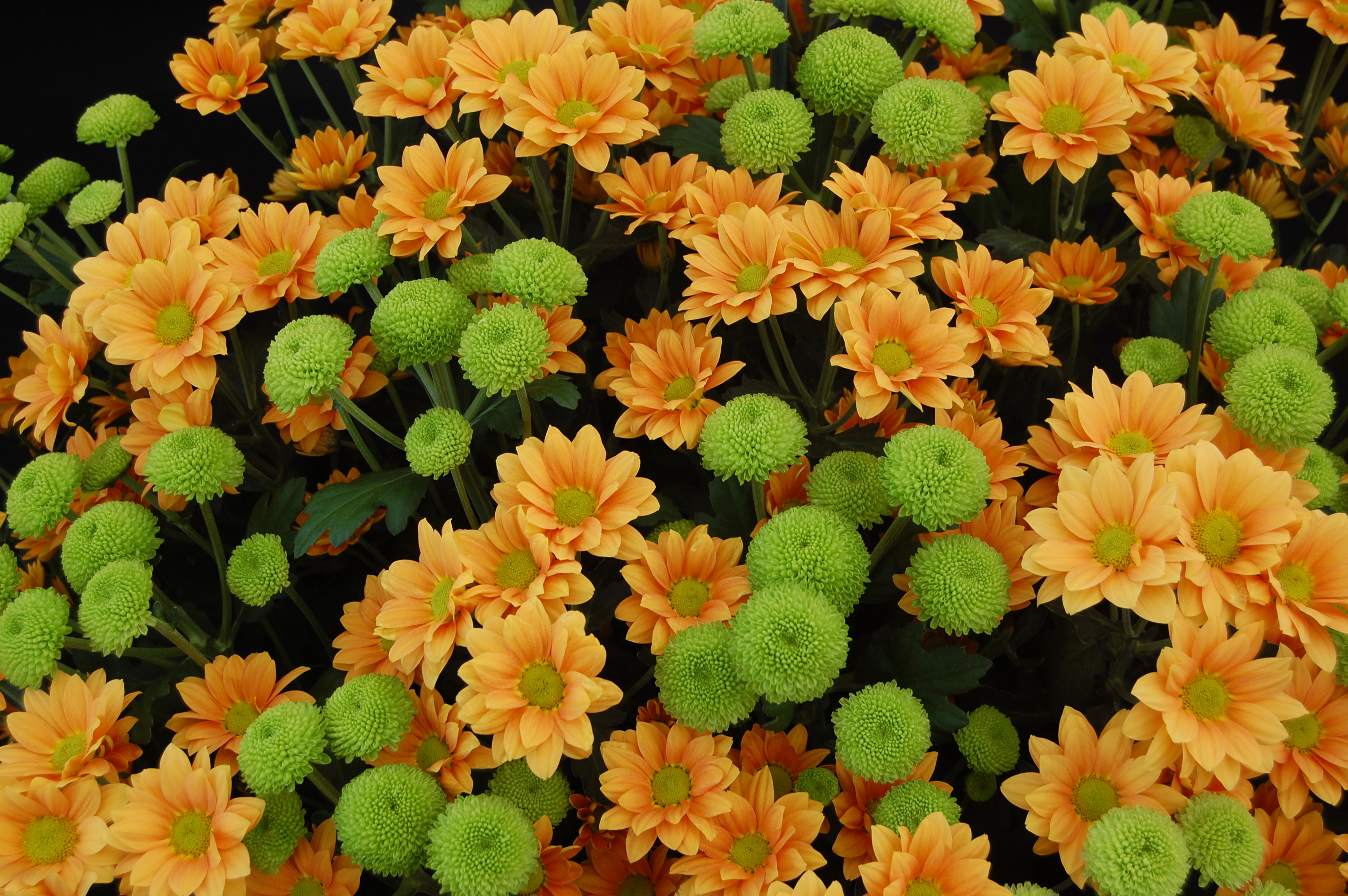
'Enbee Wedding Golden' & 'Feeling Green'

Ősei Északkelet-Európától Kelet-Ázsiáig, valamint Észak-Amerika északi felén éltek, illetve élnek, mert a vad fajok továbbra is sokfelé megtalálhatók. Számos arktiszi szigeten is fellelhetőek.
A krizantémfajok között egynyáriak, évelők és félcserjék egyaránt előfordulnak.

## Termesztése
A túlzott meleget nem kedveli; a 30 °C feletti hőmérséklet már károsíthatja. Az őszi fajták jellemzően októberben virágoznak, de takarással ez novemberig kitolható. Ebből adódóan az őszi krizantémok ún. „rövid nappalos” növények, azaz virágzásukhoz napi 13–14 óra sötétre van szükség.
Már az ókorban jelentős kultusza volt; a nemesítők szorgos munkájának eredményeként mára csak az őszi krizantémoknak több mint 5000 változata ismert. Növekedés szerint megkülönböztetünk vágott virágnak alkalmas magas és cserepes termesztésre szánt, jól elágazó, alacsony fajtákat. A virágzat szerint létezik egyszerű, anemone és telt forma, ezeken belül pedig pompon, gömb, félgömb, sugár, ernyő, japán, margaréta típusú és számos egyéb.
Hajtásdugványról szaporítják. Termesztése sok figyelmet kíván; ennek fő munkái a fejtrágyázás, a talajlazítás, a növény visszacsípése, az oldalhajtások eltávolítása és a növény védelme – a fagytól és a kártevőktől.
A krizantém jellemzően „vírusgyűjtő”: mintegy húsz vírus károsíthatja. Az utóbbi években rettegett betegsége a fehér rozsda. Baktériumos és gombás betegségei réztartalmú szerekkel kezelhetők. Károsítják az atkák, a levéltetvek, a tripsz, a levélfonálférgek és a poloskák is.
Magyarországon leginkább a nemzetség típusfaját, a Chrysanthemum indicumot termesztik; Európában főleg kegyeleti virágként kedvelt.

## Felhasználása
Kínában ősidők óta az erőt megőrző és hosszú életet adó gyógynövényként tartják számon. Egy 3000 éves legenda szerint valaha a Szitakötő-szigeten termett egy olyan gyógynövény, amely megfiatalította az embert, ha fiatal lányok és fiúk szedték le. A felkeresésére indult ifjak sok kalandot átéltek, de a fiatalító növényt nem lelték meg. Megtalálták viszont a krizantémot, és kereskedni kezdtek vele.
A 9. hónap 9. napjának ünnepén már a Han-korban krizantémbort ittak. Azt tartották, hogy aki krizantémbort iszik, hosszú életű lesz a földön.
Virága gyulladás- és vérnyomáscsökkentő hatású, emellett emésztési problémákra is hatásos. Lázas állapot, meghűlés, fejfájás kezelésére a sárga virágokat tartják a leghatékonyabbaknak. A meleg időjárás okozta kellemetlenségek ellen is használják; külsőleg alkalmazva pedig a szemgyulladás kezelésére.[forrás?]
A szirmok enyhén fanyar, pikánsan kesernyés ízükkel kiváló salátaízesítők.

## A krizantém a kultúrában, művészetekben
Kínában már időszámításunk előtt 550-ben említik; a Szung-dinasztia korában már nemesítették is. Főleg a szokatlan színű, formájú fajtákat kedvelték, illetve kedvelik. A krizantém Kínában az ősz jelképe, ünnepét a 9. holdhónap 9. napján tartják. A művészetek mindig előszeretettel ábrázolták: megjelent a versekben, a festményeken, a faragványokon és hímzéseken.
A híres költő, Tao Jüan-ming (365-427) több verset is írt a krizantémról, ami számára a magányosság jelképe, az ősz nyugalmának, szépségének képviselője volt.
A 8. század táján került át Japánba, ahol kikunak nevezték, és még jobban megbecsülték, mint Kínában: a japán uralkodók jelképe lett, trónusuk pedig a „krizantém trón”.
Ruth Benedict: Krizantém és kard című műve a kulturális antropológia egyik nagy klasszikusa. Olvasmányosan ismerteti Japán politikai, vallási és gazdasági életét a feudalizmus korától a modern iparosodáson át a második világháborúig.
A koreai művészetben a krizantém a „négy nemes növény” egyikeként (a másik három a szilva, az orchidea és a bambusz) kedvelt díszítő elem.
Márk Lajos (1867–1942) egyik legismertebb festménye A krizantém.
2006-ban Csang Ji-mou készített filmet Az aranyszirmok átka címmel, melynek történetében a krizantémjelkép fontos szerepet kapott.

### Krizantém a kegyelet virága
Mindenszentek ünnepén és a halottak napján sok európai országban – köztük Magyarországon és valamennyi magyarlakta területen – szokás, hogy az emberek meglátogatják és rendbe teszik elhunyt hozzátartozóik sírját, virágot visznek és gyertyákat, mécseseket gyújtanak. Mivel a krizantém számos fehér és színes változata november 1-je tájékán nyílik, és vágott virágként, vázában kiemelkedően jól (akár 2–3 hétig) tartja állagát, Magyarországon leginkább temetői növényként ismert. Magyarországon a nagy virágú krizantémokból évi 12-13 millió szál, a közepes virágú krizantémokból 1,5-2 millió szál fogy. Leginkább Kecskemét, Nyíregyháza, Dabas környékén termelik hazánkban. 3000 család foglalkozik országszerte krizantémtermeléssel, akik közül mintegy 800 család lehet nagybani termesztő. Évente összesen mintegy 20 millió szál krizantémot visznek ki Magyarországon a sírokra.

## Képek

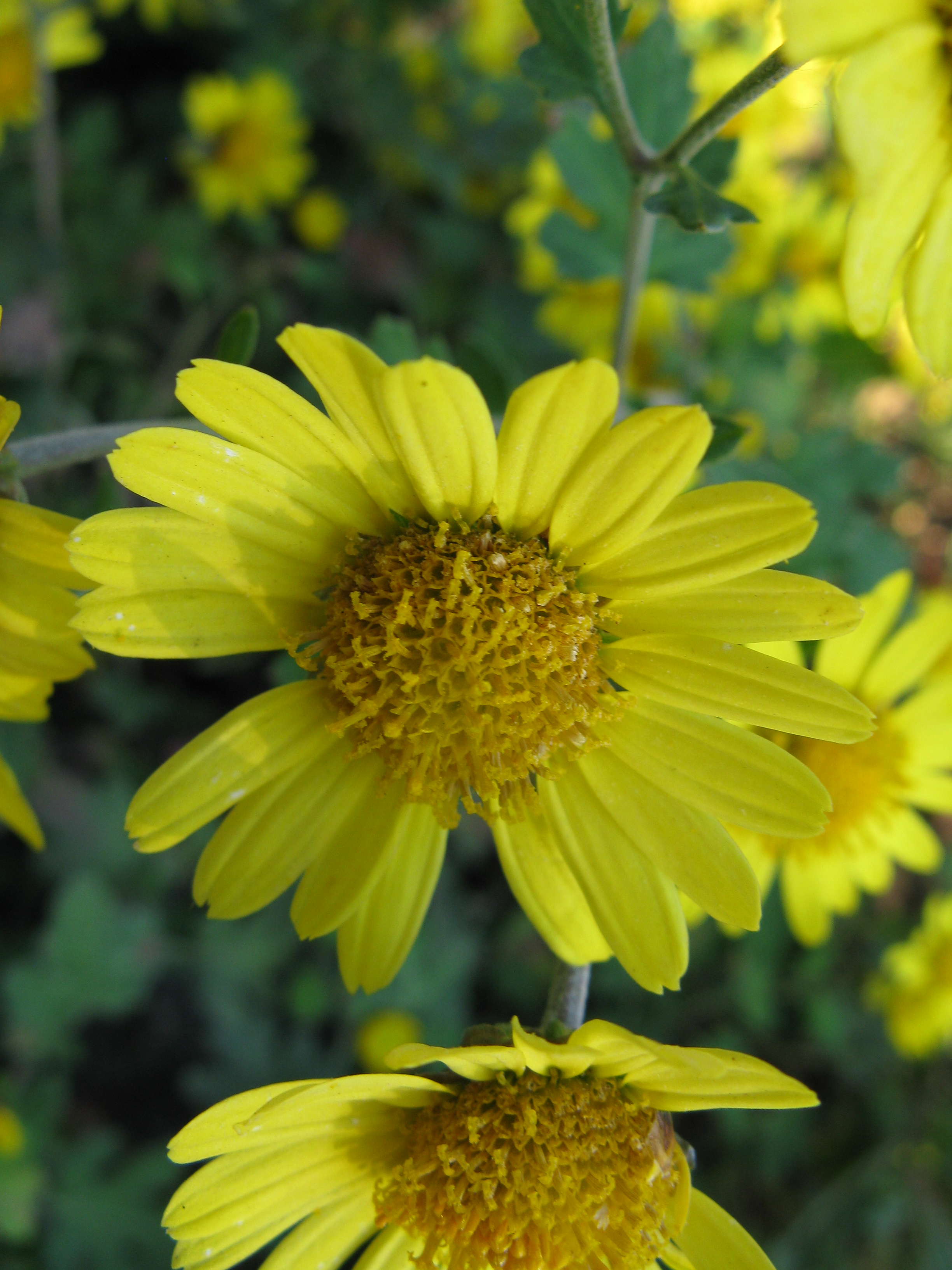
Chrysanthemum aphrodite
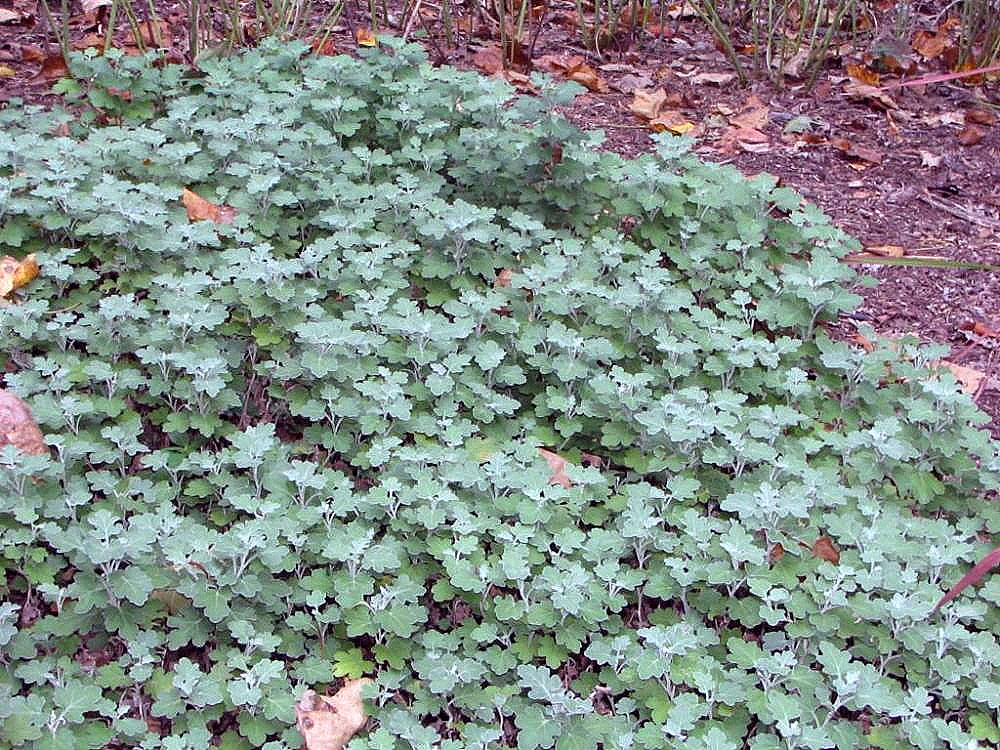
Chrysanthemum arcticum
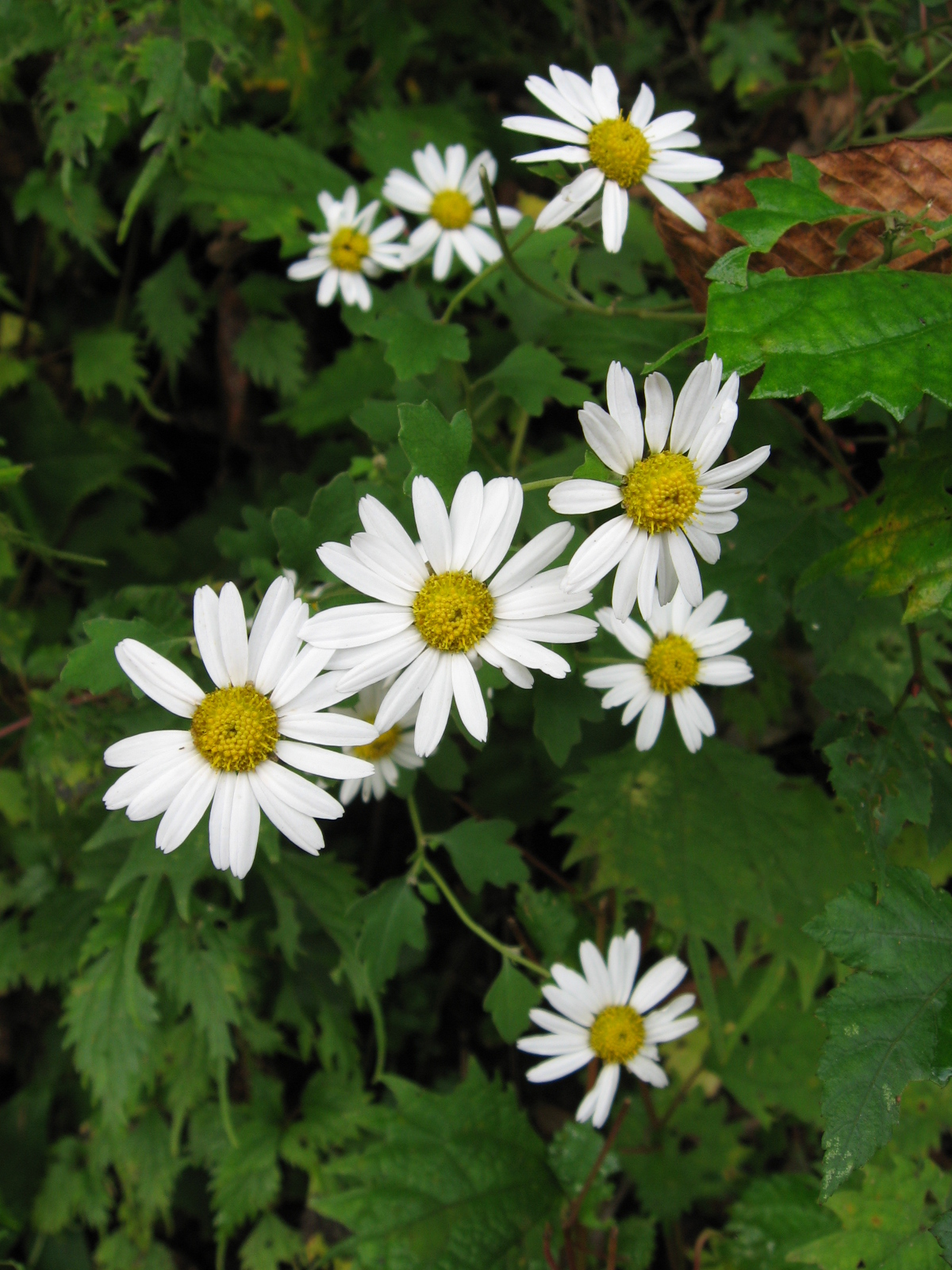
Chrysanthemum japonicum
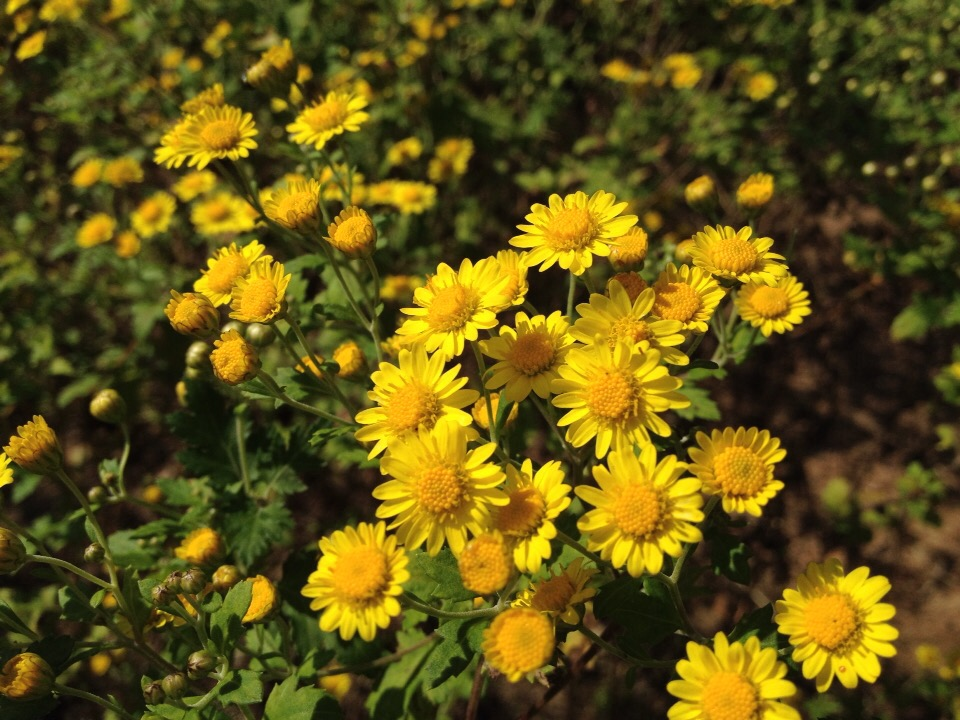
Chrysanthemum lavandulifolium
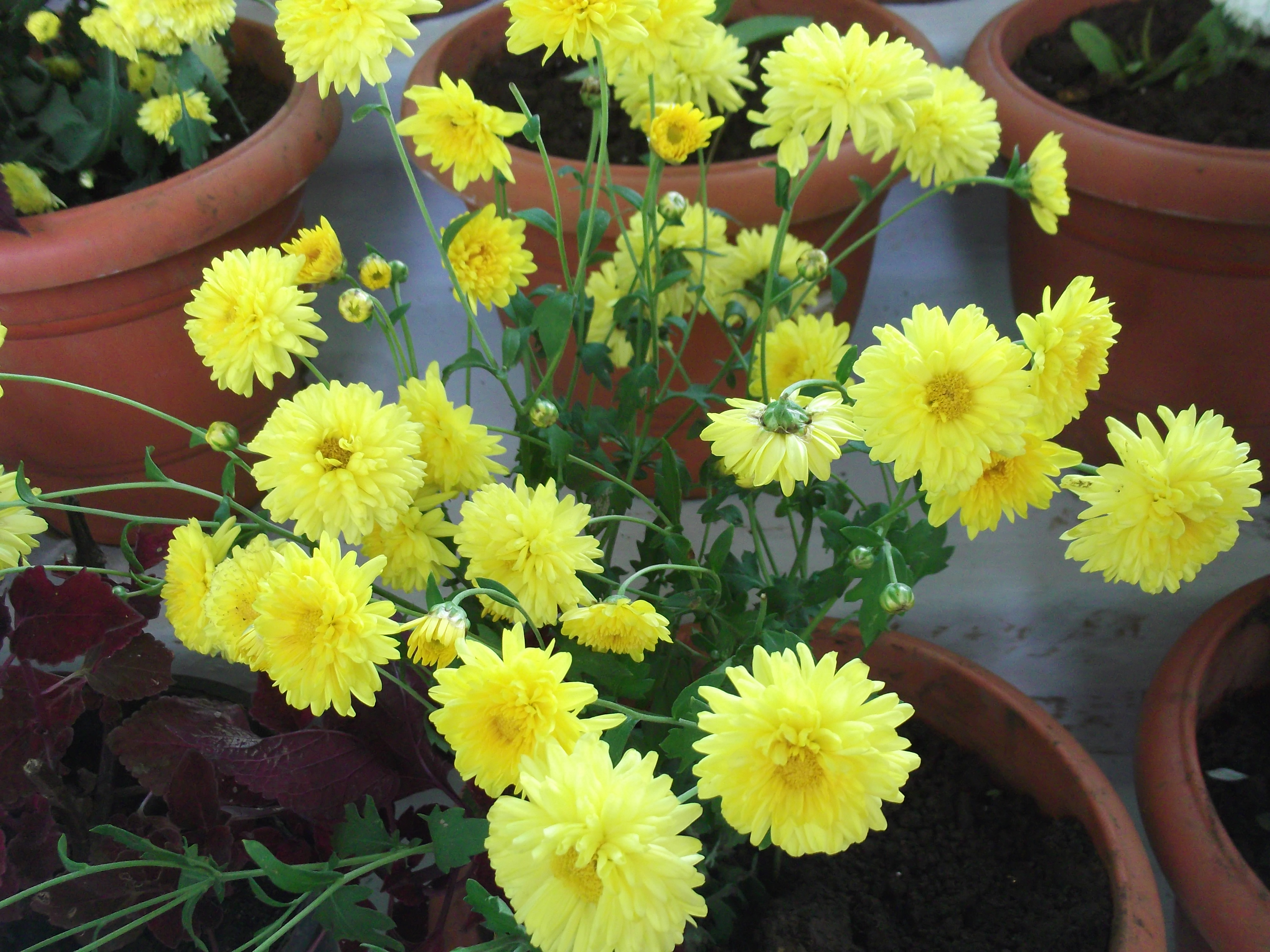
Chrysanthemum × morifolium
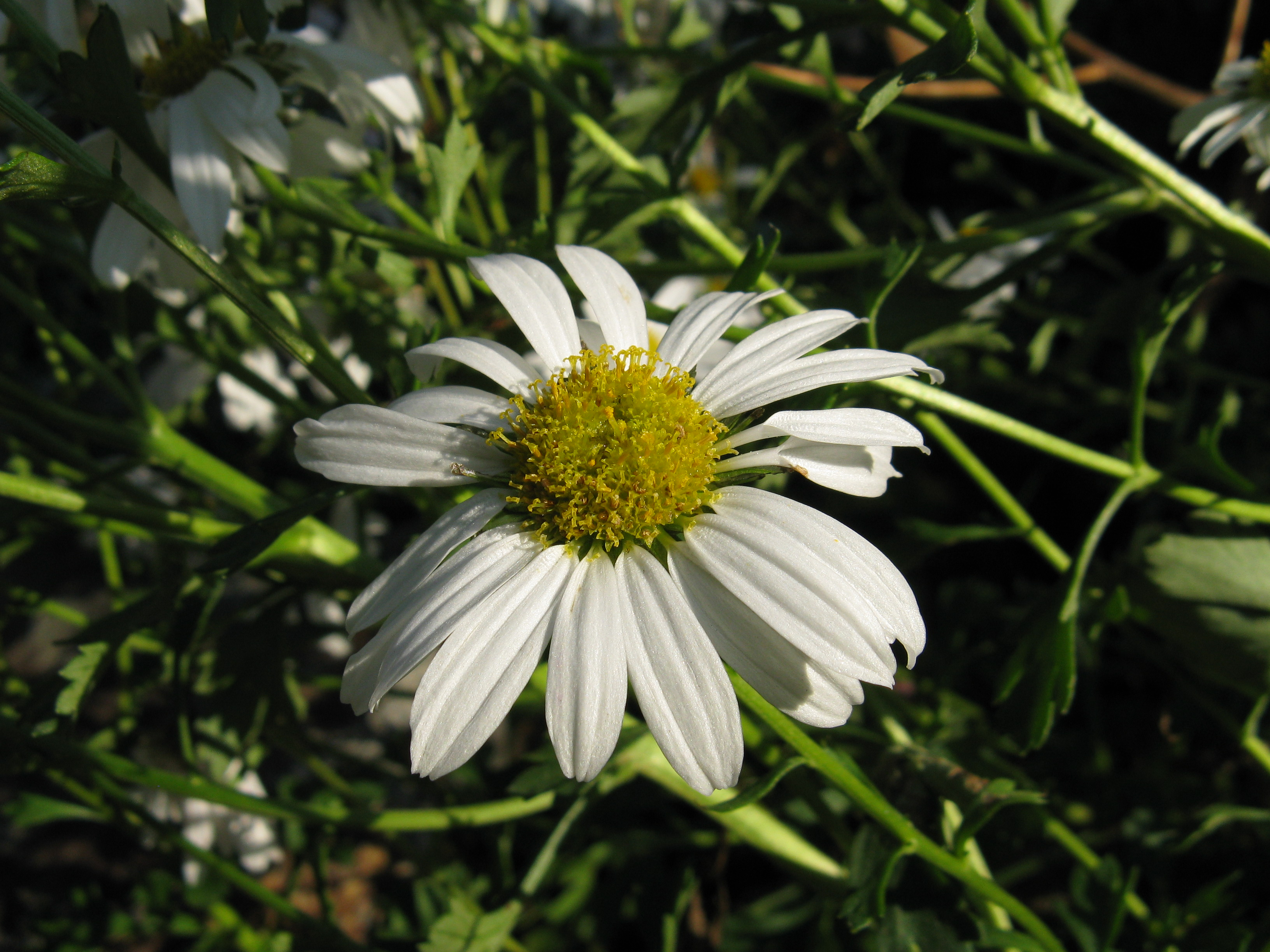
Chrysanthemum naktongense
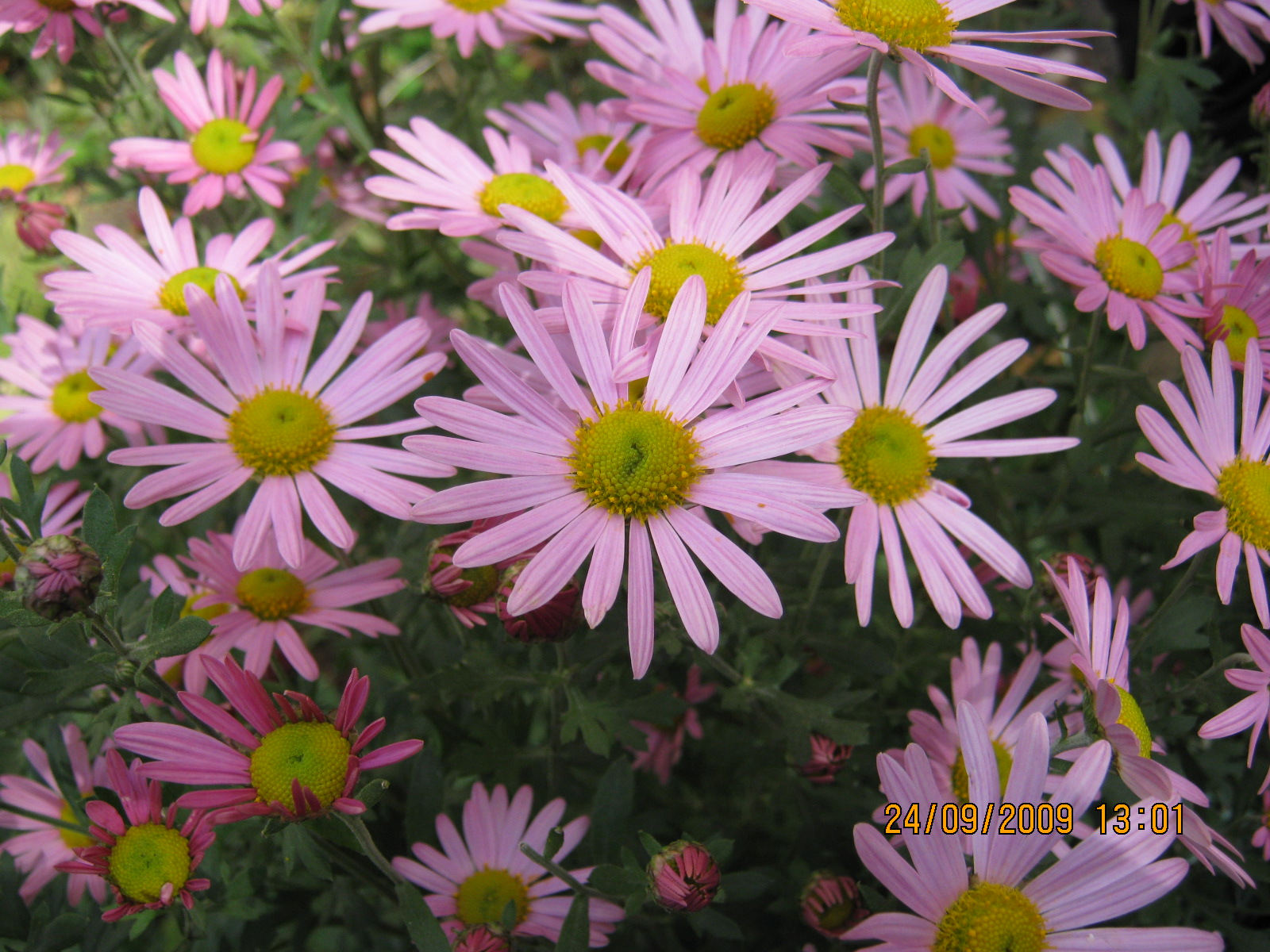
Chrysanthemum zawadskii